# Merchant Royal
Il Merchant Royal, noto anche come Royal Merchant, era una nave mercantile inglese del XVII Secolo perduta in mare al largo di Land's End, Cornovaglia il 23 settembre 1641. A bordo si trovavano almeno 100.000 sterline in oro, 400 barre d'argento messicano e quasi 500.000 pezzi da otto e di altri tipi di monete, rendendolo uno dei relitti più importanti di tutti i tempi

## Storia
Il galeone Merchant Royal fu costruito presso il cantiere navale di Deptford Dockyard di Londra, venendo varato nel 1627. Di proprietà di alcuni mercanti inglesi, salpò per la colonia spagnola di Santo Domingo, Indie Occidentali, al comando del capitano John Limbrey. La nave era armata con 32 cannoni in bronzo, e dopo aver svolto numerose attività di commercio, nel gennaio 1637 arrivò, con la gemella Dover Merchant, a Cadice (Spagna), dove le due navi si fermarono in attesa di rientrare in Patria. In quel periodo l’Inghilterra era in pace con il Regno di Spagna, e la Merchant Royal si fermò li fino al 1640. Mentre il Merchant Royal era sottoposta a lavori di raddobbo, una nave spagnola che si trovava a Cadice si incendiò poco prima di salpare per portare il denaro con cui il Cardinale Infante doveva pagare i 30.000 soldati spagnoli dell'Armata di stanza nelle Fiandre. Il capitano Limbrey del Merchant Royal vide la possibilità di guadagnare un po' di soldi per i suoi proprietari, e si offrì volontario, mentre effettuava il viaggio di ritorno in Inghilterra, di trasferire il tesoro ad Anversa.

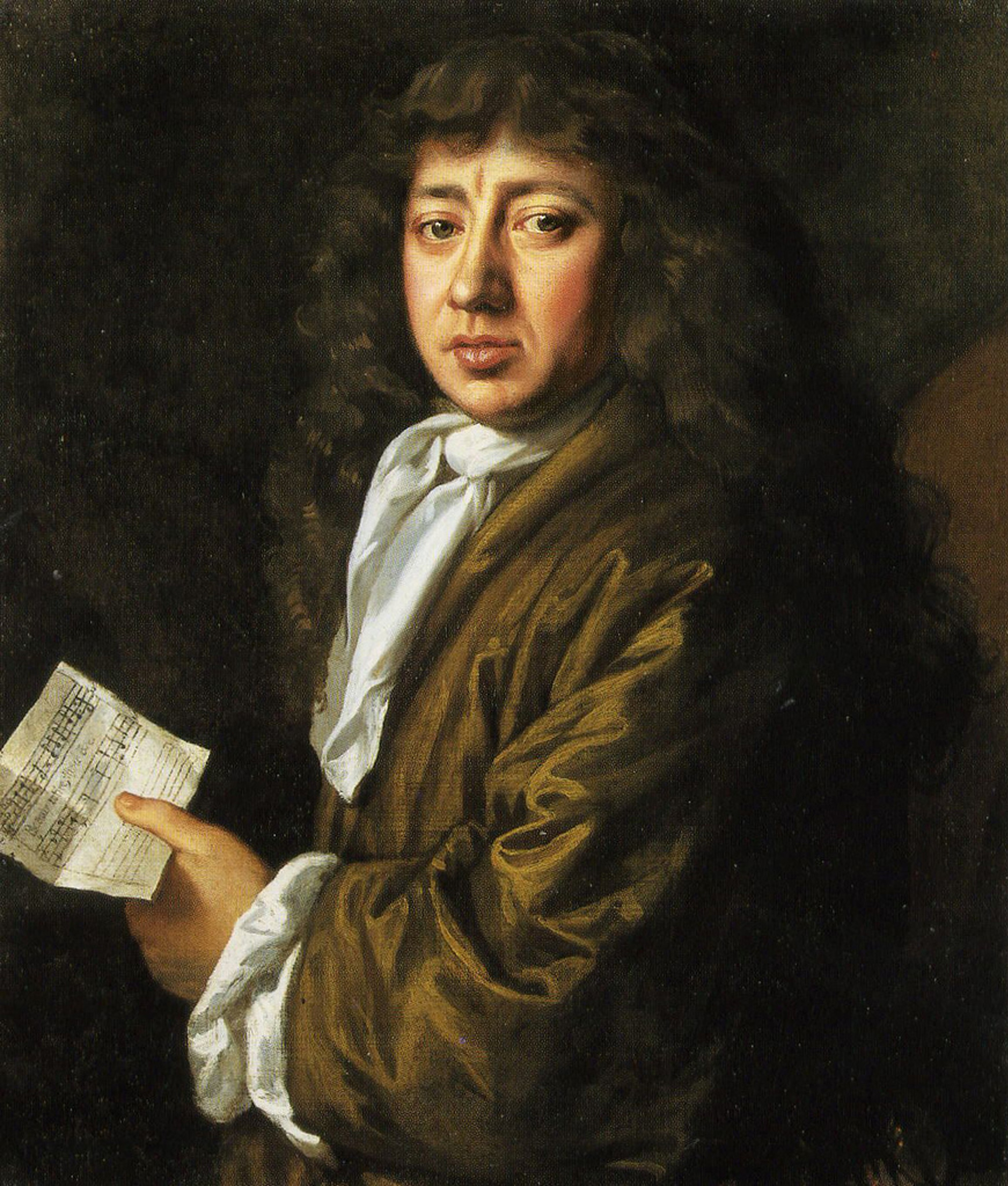
Il politico e scrittore inglese Samuel Pepys in un ritratto eseguito dal pittore John Hayls nel 1666.

Il Merchant Royal partì da Cadice nell’agosto 1641, seguita dalla gemella Dover Merchant, ma durante la navigazione incominciò ad imbarcare acqua a causa delle cattive condizioni dello scafo, e quando le pompe di sentina si ruppero il vascello incominciò ad imbarcare sempre più acqua fino a quando non affondò al largo di Land's End, Cornovaglia, il 23 settembre 1641. 
Diciassette uomini perirono nel naufragio, mentre il capitano Limbrey e altri 40 membri dell’equipaggio furono salvati dalle scialuppe messe in mare dal Dover Merchant. 
La perdita del grande tesoro fece grande notizia, in quanto la quantità di denaro trasportato equivaleva ad un terzo di quella conservata all’interno della banca nazionale inglese. Samuel Pepys scrisse sul suo diario che i lavori alla Camera dei comuni vennero interrotti per annunciare la notizia della perdita della nave. Perfino Re Carlo I riportò la notizia sul proprio diario ufficiale.

### I tentativi di recupero del tesoro

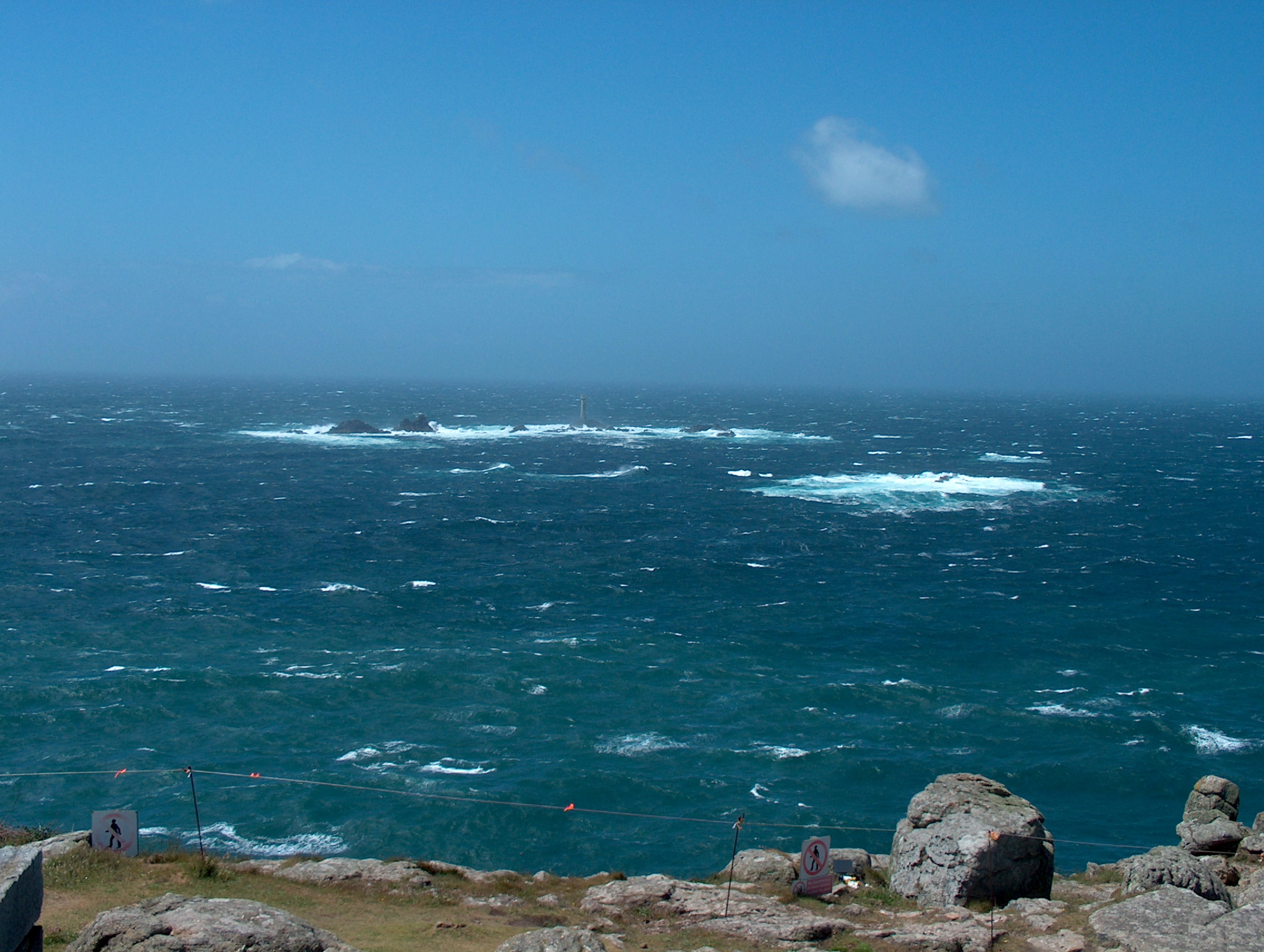
Vista della zona di mare prospiciente Land's End in una foto del giugno 2004.

Non essendo probabile che il tesoro fosse stato trasbordato a bordo del Merchant Dover, diversi team di recupero cercarono di rintracciarlo nel corso degli anni, ma tutti i tentativi furono inutili. Circa la posizione del relitto della nave vi era grande incertezza, con numerosi rapporti rimasti confidenziali. I documenti originali indicavano che i testimoni dell'altra nave avevano calcolato la posizione dell’affondamento a dieci leghe (circa 35 miglia) da Land's End. Il team di recupero della Odyssey Marine Exploration recuperò 17 tonnellate di monete d'oro e d'argento del XVII secolo, per un valore di almeno 400 milioni di sterline, da un relitto, noto in codice con il nome di "Cigno Nero", che si pensava fosse quello del Merchant Royal. In seguito gli esperti della Odissey Marine Esploration hanno valutato che il relitto scoperto fosse quello della fregata spagnola Nuestra Señora de las Mercedes, affondata dagli inglesi nel 1804.
La squadra della Odyssey Marine ha continuato a cercare la nave, e nel 2009 tale ricerca è stata protagonista, senza successo, sul canale televisivo Discovery Channel di un episodio della serie Treasure Quest.

### Annotazioni
1. ↑  Valore attuale del denaro di circa di 1,5 miliardi di dollari.
2. ↑  Per il valore di un altro milione di dollari.
3. ↑  Sept. 30, Lond[on]. I suppose you have understood of the loss of the Royal Merchant coming into our road, which is the greatest that was ever sustained in one ship, being worth 400,000l. at least. The merchants of Antwerp will be the greatest losers, for she had in her belonging to them 300,000l. in bullion; if so be the Infante Cardinal lose not upon it Flanders for want of money to pay the soldiers.

### Fonti
1. 1 2 3 4 5 6 7  (EN) Merchant Royal Galleon 1627–1641, su wrecksite.eu, 2012. URL consultato il 9 agosto 2017.
2. ↑  Charles I – volume 484: September 1641', Calendar of State Papers Domestic: Charles I, 1641–3 (1887), pp. 114–129.
3. ↑  (EN) Record wreck 'found off Cornwall', in BBC News, Londra, BBC, 19 maggio 2007. URL consultato l'8 ottobre 2012.
4. ↑  (EN) Black Swan - Project Overview, su shipwreck.net, 2012. URL consultato l'8 ottobre 2012 (archiviato dall'url originale il 15 novembre 2017).